# Òrbita terrestre

Diferents òrbites terrestres

Una òrbita terrestre és una òrbita situada al voltant de la Terra. L'únic satèl·lit natural de la Terra, la Lluna, es troba en una òrbita terrestre. Els satèl·lits artificials giren en una òrbita terrestre i les sondes espacials solen començar la missió assolint una òrbita terrestre abans d'emprendre el viatge cap a un altre cos celeste.
L'òrbita canvia de quasi circular a lleugerament el·líptica cada 405.000 anys, canviant durant la meitat d'anys d'una forma a l'altra. La causa són les interaccions amb altres planetes del sistema solar, sent les principals influències provinents de Júpiter (per grandària) i Venus (per proximitat).

## Tipus

### Òrbita terrestre baixa
Una òrbita terrestre baixa (OTB o LEO, de l'anglès Low Earth Orbit) és una òrbita per a satèl·lits artificials amb una altura sobre el nivell del mar a l'apogeu compresa entre 200 i 2.000 km. Els límits s'estableixen de forma arbitrària, però es basen en els següents aspectes físics:
- Límit inferior (~ 200 km): Correspon a l'alçada en què la densitat atmosfèrica és prou feble per poder posar un objecte en òrbita sense que aquest sigui frenat ràpidament pel fregament. També és l'alçada generalment admesa com el començament de l'espai exterior. La densitat atmosfèrica disminueix d'una forma gradual amb l'alçada des de la superfície fins al buit de l'espai, cosa que fa que la definició no sigui gens precisa. A més, la capacitat de posar un satèl·lit en òrbita a una alçada amb fort fregament atmosfèric depèn també de factors tecnològics (coet llançador, satèl·lit, etc.).
- Límit superior (~ 2.000 km): Correspon al límit inferior del primer cinturó de Van Allen. Aquest cinturó de protons i electrons altament energètics dificulta el funcionament i redueix la vida útil dels components electrònics del satèl·lit. No és en absolut un límit infranquejable, però la majoria de satèl·lits eviten de passar per aquests cinturons a fi d'estalviar possibles avaries. La radiació també és perjudicial per als astronautes si aquests hi són exposats durant llargs períodes. Com en el cas del límit inferior, la definició no és precisa, ja que el canvi en el nivell de radiació és gradual.

### Òrbita terrestre mitjana
Una òrbita terrestre mitjana (MEO, de l'anglès Medium Earth Orbit) és una òrbita de satèl·lits artificials que es caracteritza per tenir l'apogeu a una altura sobre la superfície terrestre compresa entre la zona d'òrbites baixes i l'òrbita geosíncrona (això és, entre 2.000 i 35.768 km).
El medi espacial a hores d'ara presenta un nivell de radiació mitjà més alt que a les òrbites baixes, donat que ens trobem més a l'exterior del camp magnètic terrestre. Els cinturons de radiació de Van Allen es troben també en aquesta zona, encara que no l'ocupen completament i molts satèl·lits poden evitar-los. Una altra característica és un nivell més baix d'atmosfera residual i de deixalles espacials. Històricament aquestes òrbites han estat poc utilitzades, cosa que fa que el nombre de deixalles sigui reduït.
La majoria dels satèl·lits que es mouen en aquestes òrbites són satèl·lits de navegació, que formen part dels diferents sistemes de navegació per satèl·lit (GPS, GLONASS i Galileo). A causa de la seva naturalesa, cada un d'aquests sistemes utilitza un nombre considerable de satèl·lits en òrbita mitjana (p. ex. 24 satèl·lits per al GPS). L'alçada (al voltant de 24.000 km) de les òrbites emprades representa un compromís que minimitza el nombre de satèl·lits que calen per donar cobertura a tota la Terra, tot permetent que el sistema continuï operatiu en cas d'avaria o pèrdua d'alguns d'aquests satèl·lits.

### Òrbita terrestre alta
Una  òrbita alta terrestre  (Anglès High Earth orbit - HEO) és una òrbita geocèntrica amb una altitud totalment superior a la d'una òrbita geosincrónica (35.786 quilòmetres). Els períodes orbitals de tals òrbites són majors de vint-i-quatre hores, per tant els satèl·lits en tals òrbites tenen un moviment retrògrad aparent, és a dir, fins i tot si estan en una òrbita progredida (90 °> inclinació> = 0 °), la seva velocitat orbital és inferior a la velocitat de rotació de la Terra, que fa que la trajectòria terrestre es mogui cap a l'oest a la superfície de la Terra.

### Òrbita polar
Una òrbita polar (OP o PO, de l'anglès Polar Orbit) és una òrbita terrestre baixa amb una inclinació compresa entre 80 i 100°. El principal interès d'aquestes òrbites és que l'efecte combinat del moviment del satèl·lit amb la rotació de la Terra fa que sobrevolin la quasi totalitat de la seva superfície en un temps relativament curt. És per això que són les òrbites de preferència dels satèl·lits d'observació i cartogràfics, que així poden obtenir dades d'abast mundial. Aquesta cobertura global s'aconsegueix gràcies al fet que l'òrbita resta fixa en un pla de l'espai, mentre que la Terra es mou a sota. El moviment del satèl·lit proporciona l'escombrat nord-sud, mentre que la rotació terrestre facilita l'escombrat est-oest.

### Òrbita geosíncrona
Una òrbita geosíncrona és un tipus d'òrbita terrestre caracteritza per tenir un període de revolució igual al període de rotació de la Terra, és a dir, un dia sideral. Aquesta característica fa que la posició relativa del satèl·lit respecte a la superfície terrestre es repeteixi cada 24 hores. Això és així, ja que el temps que triga el satèl·lit a tornar al punt de partida del seu moviment orbital és el mateix que triga la Terra a donar una volta sobre ella mateixa.
El període de revolució de 24 hores s'aconsegueix fixant el semieix major de l'òrbita a 42.164 km o, cosa que és el mateix, a 35.786 km sobre el nivell del mar per a òrbites circulars. Des de la superfície de la Terra un objecte en òrbita geosíncrona semblaria descriure un analema al cel, oscil·lant entre una latitud màxima i una mínima. Tot i així, la majoria de satèl·lits en òrbita geosíncrona es troben, de fet, en òrbita geoestacionària, que és una òrbita geosíncrona amb inclinació igual a zero, fet que permet que un objecte es trobi sempre sobre el mateix punt de la superfície terrestre.

### Òrbita geoestacionària
Una òrbita geoestacionària és una òrbita geosíncrona caracteritzada per tenir tant l'excentricitat com la inclinació nul·les (e = 0, i = 0). Es tracta d'una òrbita circular situada a 35.786 km sobre l'equador terrestre. El concepte va ser publicat per Artur C. Clarke a un article a la revista Wireles World l'octubre de 1945 amb el títol "Extraterrestrial relays"., basant-se en l'obra Das Problem der Befahrung des Weltraums, de Hermann Noordung, de 1929.

### Òrbita de transferència geoestacionària
Una òrbita de transferència geoestacionària (GTO) és una òrbita de transferència de Hohmann al voltant de la Terra en òrbita baixa terrestre (LEO) i òrbita geoestacionària (GEO). És una el·lipse on el perigeu és un punt en una LEO i l'apogeu té la mateixa distància a la terra que la GEO.
Més generalment, una òrbita de transferència geoestacionària és una òrbita intermèdia entre una LEO i una òrbita geosíncrona.

### Òrbita Molnia
L'òrbita Mólnia (en rus: Орби́та «Мо́лния») era un sistema de comunicacions militar via satèl·lit emprat a l'antiga Unió Soviètica. Els satèl·lits treballaven en unes òrbites molt excèntriques i el·líptiques, amb una inclinació de 63,4º i un període orbital igual a la meitat d'un dia sideral (unes 12 hores). Aquest fet que permetia que fossin visibles en zones polars durant llargs períodes. Cal tenir en compte que des dels llocs molt propers als pols terrestres no és possible comunicar-se amb els satèl·lits en òrbites geoestàcionaries (sobre l'equador terrestre).
Un satèl·lit amb una òrbita molt el·liptica passa gran part de la seva òrbita sobre el punt designat de la superfície terrestre, fenomen conegut com a "pou de l'apogeu". Aquests tipus de recorreguts es coneixen també amb el nom d'òrbita de "Mólnia".

### Òrbita Tundra
LÒrbita tundra és una òrbita molt excèntrica o el·líptica, amb una inclinació de 63,4º i un període orbital igual a un dia sideral (unes 24 hores).

### Òrbita cementiri
La òrbita cementiri és una zona orbital per sobre de l'òrbita geoestacionària on es col·loquen els satèl·lits al final de la seva vida operacional. És una mesura realitzada per disminuir la probabilitat de col·lisions amb altres satèl·lits operacionals i que es generi escombraries espacials en aquesta òrbita molt comercial.
Per als satèl·lits en òrbita geoestacionaria i en òrbita geosíncrona, l'òrbita cementiri estaria uns pocs centenars de quilòmetres sobre l'òrbita operacional.

### Òrbita d'aparcament
Una òrbita d'aparcament és una òrbita temporal que es pot fer servir durant el llançament d'un satèl·lit o una sonda espacial. El vehicle de llançament accelera fins a l'òrbita d'aparcament, on roman un temps per després engegar de nou els motors permetent-li entrar en trajectòria final calculada. L'alternativa a les òrbites d'aparcament és la injecció directa, maniobra en la qual el coet accelera contínuament (excepte en els moments d'exhauriment d'una etapa i d'ignició de la següent) fins que el combustible s'esgota completament, col·locant la càrrega útil en la trajectòria final d'un sol cop.

### Òrbita heliocèntrica
Una òrbita heliocèntrica és una òrbita al voltant del Sol. Tots els planetes, cometes i asteroides al sistema solar es troben en aquestes òrbites, de la mateixa manera que moltes sondes i trossos de brossa espacial. Les llunes dels planetes del sistema solar, en canvi, no es troben en òrbites heliocèntriques, ja que orbiten el seu planeta respectiu.
De tota manera, és inexacte afirmar que els cossos del sistema solar orbiten el Sol. Seria més exacte afirmar que tots els cossos, incloent-hi el Sol, orbiten el baricentre del sistema solar. Aquest fenomen és la base d'un dels mètodes més habituals de detecció d'exoplanetes, el de la mesura de la variació de la velocitat radial mitjançant l'espectroscòpia Doppler.